# Westfield (Massachusetts)
Westfield és una població dels Estats Units a l'estat de Massachusetts. Segons el cens del 2000 tenia 40.072 habitants.

## Demografia
Segons el cens del 2000, Westfield tenia 40.072 habitants, 14.797 habitatges, i 10.017 famílies. La densitat de població era de 332,2 habitants/km².
Dels 14.797 habitatges en un 31,5% hi vivien nens de menys de 18 anys, en un 53% hi vivien parelles casades, en un 10,6% dones solteres, i en un 32,3% no eren unitats familiars. En el 25,9% dels habitatges hi vivien persones soles el 10,9% de les quals corresponia a persones de 65 anys o més que vivien soles. El nombre mitjà de persones vivint en cada habitatge era de 2,54 i el nombre mitjà de persones que vivien en cada família era de 3,07.
Per edats la població es repartia de la següent manera: un 23,8% tenia menys de 18 anys, un 12,6% entre 18 i 24, un 28% entre 25 i 44, un 21,9% de 45 a 60 i un 13,7% 65 anys o més.
L'edat mediana era de 36 anys. Per cada 100 dones de 18 o més anys hi havia 90,8 homes.
La renda mediana per habitatge era de 45.240 $ i la renda mediana per família de 55.327$. Els homes tenien una renda mediana de 38.316 $ mentre que les dones 27.459$. La renda per capita de la població era de 20.600$. Entorn del 6,9% de les famílies i l'11,3% de la població estaven per davall del llindar de pobresa.

## Poblacions més properes
El següent diagrama mostra les poblacions més properes.